# Crystal Weekes
Crystal Brittany Weekes González (New York, 14 gennaio 1998) è una taekwondoka portoricana che ha rappresentato Porto Rico ai Giochi olimpici di Rio de Janeiro 2016.